# SONY Night Square
『SONY Night Square』（ソニー ナイト スクエア）は、かつてニッポン放送（LF）から放送されていたNRN系の番組枠タイトル。

## 概要
ニッポン放送での放送時間は、毎週日曜日22：00 - 22：30。1979年10月スタートの『南こうせつ 星のみちくさ帰り道』からSONY Night Squareのタイトルが付いた。担当DJは開始当初は男性歌手がパーソナリティーを務めたが、1980年4月以降は全て女性アイドルだった。同時にこの枠はニッポン放送日曜夜の“アイドルラジオ”の中核となった番組。『羽野晶紀の学園スクランブル』放送途中の1992年9月限りでソニーがこの枠のスポンサーを降板し、この枠タイトルも終了した。
なお、本番組終了後もこの枠の制作方針として、女性アイドルを起用し続けている。（一部の例外である、明治製菓の提供による『明治ファンキートゥナイト　バブルガム・ブラザーズのCLUBハッスル!』を除いて）　裕木奈江・坂井真紀（『坂井真紀 いつだってひまわり!』）・鈴木亜美（『鈴木あみ RUN!RUN!あみ〜ゴ!』）・田中麗奈（『田中麗奈ハートをあげるっ』）・上戸彩（『上戸彩 Seventeen's Map』〜『―21ピース!』）・長澤まさみ（『長澤まさみSweet Hertz』、初期は『タイトル未定（仮）』）・ももいろクローバーZ（『ももいろクローバーZ ももクロくらぶxoxo』）]へと引き継がれている（上戸からももいろクローバーの中途まではロッテ提供、以降は太田胃散提供）。
ちなみに番組内で「SONY Night Square」とタイトルコールしていたのは、菊池桃子を除き（自分でアナウンスしていた）、くり万太郎（川島なお美まで）と鈴木雅之（国生さゆり以降）。

## 歴代パーソナリティと番組名
- 南こうせつ - 星のみちくさ帰り道（1979年10月 - 1980年3月）
- 山口百恵 - 夢のあとさき　（1980年4月 - 1980年10月）
- 郷ひろみ - とびきりグッドラック!　（1980年10月 - 1981年4月5日）
- 松田聖子 - 夢で逢えたら　（1981年4月12日 - 1983年4月3日）
- 川島なお美 - 恋のサウンドグラフィティ　（1983年4月10日 - 1984年9月30日）
- 菊池桃子 - 桃子とすこし夜ふかし　（1984年10月7日 - 1985年3月31日）
- 松本典子 - ひみつのエアメール　（1985年4月7日 - 1986年4月6日）
- 国生さゆり - 走れメロン　（1986年4月13日 - 1988年4月3日）
- 渡辺美奈代 - 恋はちょっぴり!　（1988年4月10日 - 1989年12月31日）
- ribbon - ハートにribbon　（1990年1月7日 - 1992年4月5日）
- 羽野晶紀 - 学園スクランブル　（1992年4月12日 - 1993年4月4日）　（この番組途中の1992年秋改編でソニーがスポンサーを降板）

## ネット局
「SONY Night Square」として放送
- ニッポン放送以外はいずれも1992年9月まで。
- STVラジオ（土）23:30 - 24:00（『桃子とすこし夜ふかし』途中の1984年11月3日から）
- 東北放送（土）24:00 - 24:30（1985年3月まで）→ （土）23:30 - 24:00（『ひみつのエアメール』開始の1985年4月から）
- ニッポン放送（日）22:00 - 22:30
- 東海ラジオ（日）22:30 - 23:00
- 朝日放送（日）22:30 - 23:00
- 中国放送（土）23:00 - 23:30（『恋はちょっぴり』途中の1988年10月から）
- KBCラジオ（土）23:30 - 24:00（『桃子とすこし夜ふかし』開始の1984年10月から）

| ニッポン放送 日曜22:00 - 22:30 枠                      | ニッポン放送 日曜22:00 - 22:30 枠            | ニッポン放送 日曜22:00 - 22:30 枠                                                                                   |
| 前番組                                                 | 番組名                                       | 次番組 |
| ------------------------------------------------------ | -------------------------------------------- | --- |
| さだまさしのサンデーパーク （キッコーマン 一社提供枠） | SONY Night Square （1979年10月 - 1992年9月） | 羽野晶紀の学園スクランブル ↓ 明治ファンキートゥナイト バブルガム・ブラザーズのCLUBハッスル! （明治製菓 一社提供枠） |